# Uwe Kamps
Uwe Kamps (Düsseldorf, 12 de junho de 1954) é um ex-futebolista alemão que jogava na posição de goleiro.

## Carreira
Nascido em Düsseldorf, Kamps defendeu, nas categorias de base, o SV Wersten 04 e o BV 04 Düsseldorf, dois clubes amadores de sua cidade. Profissionalmente, defendeu apenas um time: o Borussia Mönchengladbach, onde chegou em 1982.
Estreou como titular em abril de 1983, aos 18 anos, contra o Karlsruher. A partir da temporada 1986-87, Kamps ganhou a titularidade, destacando-se na conquista da Copa da Alemanha de 1994-95 - em 1992, durante a semifinal da competição, roubou a cena ao defender as quatro cobranças do Bayer Leverkusen (Martin Kree, Ioan Lupescu, Heiko Herrlich e Jorginho). Na decisão, o Borussia Mönchengladbach perdeu para o Hannover 96 (o clube também havia obtido o vice-campeonato da DFB-Pokal em 1983).
Seguiu no Borussia Mönchengladbach até 2004, mas, preterido pelo suíço Jörg Stiel, atuou em apenas um jogo nas últimas 3 temporadas em que atuou pela equipe. Kamps encerrou sua carreira ao final do campeonato, aos 39 anos. Depois da aposentadoria, permanece no clube como treinador de goleiros.

## Seleção Alemã
Mesmo com a boa fase no Mönchengladbach, Kamps nunca foi lembrado para vestir a camisa da Seleção Alemã - ocidental e unificada - , restringindo suas participações internacionais à equipe olímpica, que defendeu entre 1987 e 1988, ano em que representou a Alemanha Ocidental nas Olimpíadas de Seul.
Com a reunificação das Alemanhas em 1990, o goleiro continuou esquecido nas convocações para a seleção principal, situação em que permaneceu até sua aposentadoria.